# Anisembiidae
Anisembiidae zijn een familie van webspinners (Embioptera).

## Taxonomie
- Geslacht Anisembia
- Geslacht Bulbocerca
- Geslacht Chelicerca
- Geslacht Dactylocerca
- Geslacht Mesembia
- Geslacht Pelorembia
- Geslacht Saussurembia
- Geslacht Stenembia